# Blik (system płatności)
Blik – system płatności mobilnych w Polsce, uruchomiony 9 lutego 2015, umożliwiający użytkownikom smartfonów płatności bezgotówkowe w sklepach stacjonarnych lub internetowych, wypłacanie i wpłacanie gotówki w bankomatach oraz realizowanie przelewów na numer telefonu, a także generowanie czeków z cyfrowym kodem. Użytkownicy bankowych aplikacji mobilnych na urządzeniach z systemem operacyjnym Android, iOS lub Harmony OS mogą także płacić Blikiem zbliżeniowo w terminalach płatniczych akceptujących karty Mastercard. System jest zarządzany i rozwijany przez spółkę Polski Standard Płatności (PSP).

## Sposób działania
Z Blika mogą korzystać klienci banków, które udostępniają to rozwiązanie w swoich aplikacjach mobilnych. Płatności zbliżeniowe Blik – dostępne na urządzeniach z systemem Android lub jego pochodną Harmony OS (w niektórych bankach) – działają w trybie offline, tzn. do ich działania niepotrzebne jest połączenie z Internetem. 
Kody Blik są z kolei systemem działającym w trybie online, co wymaga działającego połączenia do Internetu. Wyjątkiem są wygenerowane uprzednio kody czeków, z których w okresie ich ważności można korzystać offline. Każdy kod jednorazowy jest unikalną kombinacją 6 cyfr i jest ważny przez 2 minuty, po tym czasie aplikacja bankowa wygeneruje nowy kod.
Model autoryzacji opartej na kodzie przebiega następująco:
1. płacący uruchamia aplikację bankową, wybiera Blika, wówczas generowany jest kod,
2. płacący wprowadza kod w punkcie akceptacji (terminal, bankomat, strona internetowa),
3. przekazanie kodu autoryzacji przez akceptanta za pośrednictwem agenta rozliczeniowego do PSP,
4. weryfikacja kodu przez PSP, rozpoznanie banku, który go zamówił i przekazanie autoryzacji do banku,
5. autoryzacja przez bank,
6. odesłanie autoryzacji banku do PSP, który dalej za pośrednictwem agenta rozliczeniowego przekazuje ją do akceptanta.
7. potwierdzenie przez płacącego transakcji w jego aplikacji bankowej.

W 2022 r. Blik był dostępny w aplikacjach bankowych dla systemów operacyjnych Android, jego pochodnym Harmony OS oraz iOS. Początkowo dostępny był także w aplikacjach banków dla zarzuconego systemu Windows Phone, a niektóre zintegrowane z nim banki wydawały także aplikacje na dawne systemy BlackBerry OS i Symbian.

## Historia
Początki Blika sięgają 2013 r., gdy 6 polskich banków – Alior Bank, Bank Millennium, Bank Zachodni WBK, ING Bank Śląski, mBank i PKO Bank Polski – zawarło porozumienie celem stworzenia wspólnego systemu płatności mobilnych. Stało się to za namową Zbigniewa Jagiełły, ówczesnego prezesa PKO Banku Polskiego, który jest pomysłodawcą i współtwórcą systemu płatności mobilnych Blik. 
13 stycznia 2014 zarejestrowano w KRS spółkę Polski Standard Płatności, która miała zbudować usługi płatności mobilnych w oparciu o system płatności IKO stworzony przez PKO Bank Polski. W 2014 r. Narodowy Bank Polski wydał zgodę na prowadzenie systemu płatności przez PSP, a usługę Blik udostępniono 9 lutego 2015. Operatorem infrastruktury systemu została Krajowa Izba Rozliczeniowa. 
Od kwietnia 2015 r. użytkownicy mogą generować i przekazywać innym osobom elektroniczne czeki identyfikowane 6-cyfrowym kodem. Czek można realizować zarówno w bankomatach, jak i płacąc nim w punktach akceptujących Blika. Wygenerowany czek może mieć termin ważności od kilkunastu minut do kilkudziesięciu godzin. Odbiorca czeku, aby go wykorzystać, nie musi mieć ani dostępu do Internetu, ani karty bankowej, ani konta bankowego. W październiku 2015 r. wprowadzono usługę płatności P2P – przelewów na numer telefonu. Ułatwia to szybkie przesłanie pieniędzy bez znajomości rachunku bankowego odbiorcy, wystarczy znać jego numer telefonu. W grudniu 2015 r. PSP wprowadził usługę mPOS Blik. Do dokonania transakcji niepotrzebny był terminal POS (popularnie zwany czytnikiem kart). Sprzedawcy wystarczyło oprogramowanie np. w telefonie pozwalające na przyjmowania płatności BLIK. W grudniu 2018 r. Mastercard i PSP ogłosiły, że podejmują współpracę w celu wprowadzenia usługi poza Polskę. Mastercard został formalnie siódmym udziałowcem PSP w kwietniu 2020. W marcu 2019 r. udostępniono możliwość realizowania płatności powtarzalnych, wdrożoną początkowo w dwóch bankach: ING Banku Śląskim oraz Banku Pekao SA. Usługa pozwalała opłacać zobowiązania u ubezpieczyciela Link4 oraz operatora telekomunikacyjnego Play. 
Według Narodowego Banku Polskiego w 2019 r. liczba transakcji Blik przekroczyła liczbę transakcji wykonanych w polskim Internecie kartami płatniczymi. W III kwartale 2019 r. wykonano 40 mln transakcji Blikiem wobec 28 mln wykonanych kartami płatniczymi. W lipcu 2021 r. Bank Millennium udostępnił w swojej aplikacji płatności zbliżeniowe Blik. Do listopada 2021 r. usługę udostępniły pozostałe banki będące udziałowcami PSP. Płatności zbliżeniowe działają w oparciu o infrastrukturę Mastercard. Tym samym możliwe są na terminalach akceptujących płatności zbliżeniowe kartami Mastercard. Zbliżeniowy sposób płatności dostępny jest na urządzeniach z systemem Android oraz Harmony OS. 
Podczas fali uchodźczej wywołanej rosyjską inwazją na Ukrainę w 2022 r. czeki Blik były wykorzystywane do dystrybucji pomocy finansowej UNHCR wśród uchodźców wojennych. W lipcu 2022 r. Urząd Ochrony Konkurencji i Konsumentów (UOKiK) zgodził się na prowadzenie przez PSP płatności odroczonych – Blik Płacę Później. 11 sierpnia 2022 PSP przejął 100 proc. udziałów Viamo, działającego od 2013 r. słowackiego operatora płatności P2P, prowadzącego także płatności dla firm na bazie kodów QR i linków.
| Rok  | Liczba użytkowników (aktywnych) | Liczba transakcji | Wartość transakcji |
| ---- | ------------------------------- | ----------------- | ------------------ |
| 2015 | 1,4 mln                         | 1,27 mln          | 346,9 mln          |
| 2016 | 3,1 mln                         | 7,8 mln           | 1,5 mld            |
| 2017 | 6,1 mln                         | 33 mln            | 4,5 mld            |
| 2018 | 8,8 mln                         | 91 mln            | 12 mld             |
| 2019 | 13,1 (9) mln                    | 218 mln           | 47 mld             |
| 2020 | 16,9 (7) mln                    | 424 mln           | 57 mld             |
| 2021 | 21,6 (10) mln                   | 763 mln           | 103,3 mld          |
| 2022 | 25,9 (13) mln                   | 1 200 mln         | 163,9 mld          |
| 2023 | (15,8) mln                      | 1 800 mln         | 250 mld            |

## Banki uczestniczące
Usługa jest dostępna w następujących bankach (wytłuszczono banki będące udziałowcami PSP):
- Alior Bank[44],
- Bank Millennium[45],
- Bank Ochrony Środowiska[46]
- Bank Pekao[36][47],
- Bank Pocztowy[45],
- BNP Paribas[44],
- Citi Handlowy[48]
- Crédit Agricole[44][49],
- ING Bank Śląski[44],
- mBank[44],
- Nest Bank[50],
- PKO Bank Polski[44],
- Santander Bank Polska (d. Bank Zachodni WBK)[44],
- VeloBank,
- banki spółdzielcze w Grupie Banku Polskiej Spółdzielczości[51],
  - Bank Spółdzielczy Rzemiosła w Krakowie,
  - Bank Spółdzielczy w Brodnicy,
- banki spółdzielcze w Spółdzielczej Grupie Bankowej[52].
- Revolut[53]